# Sérac

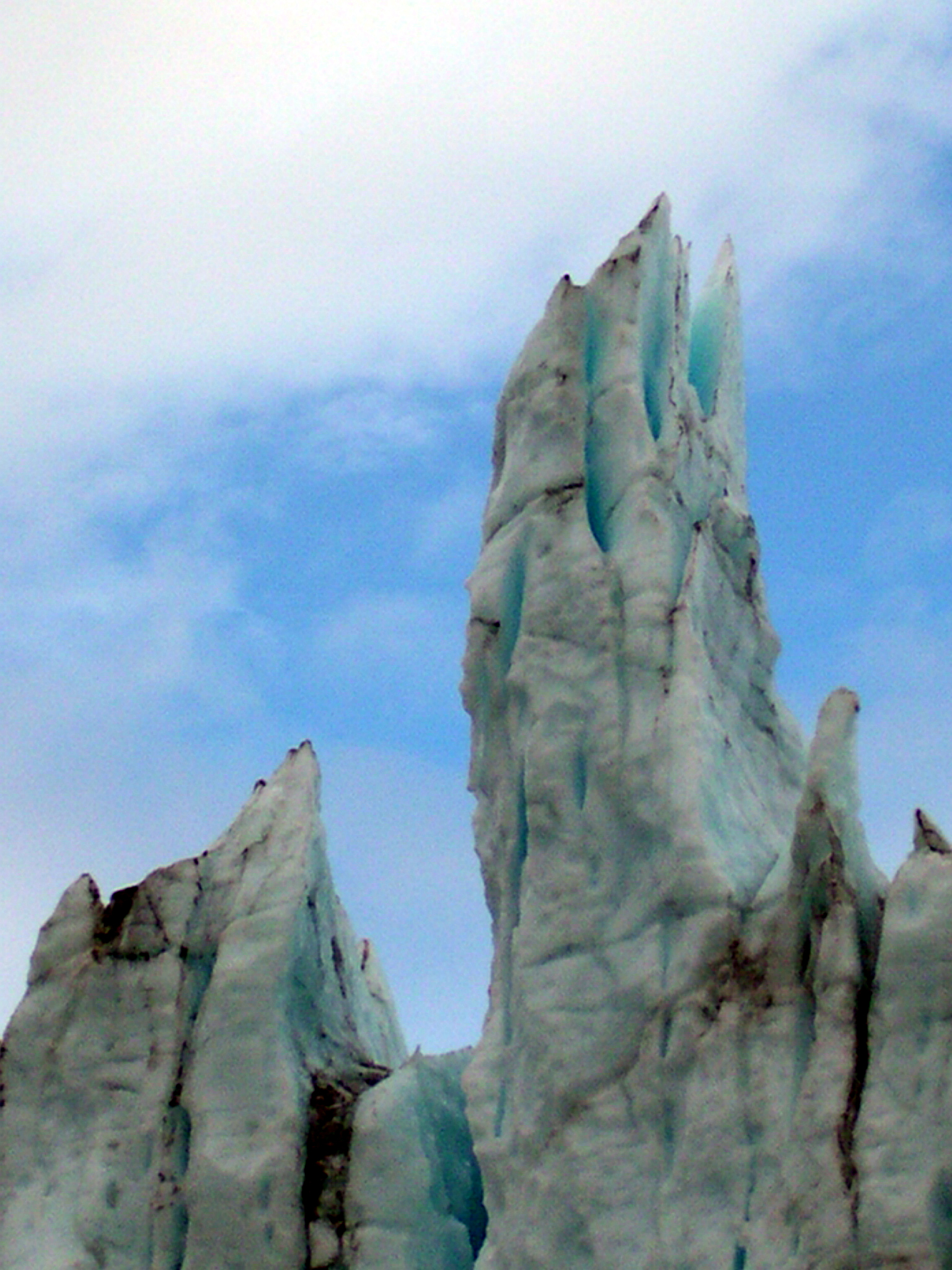
Serac i Russellglaciären i Grönland

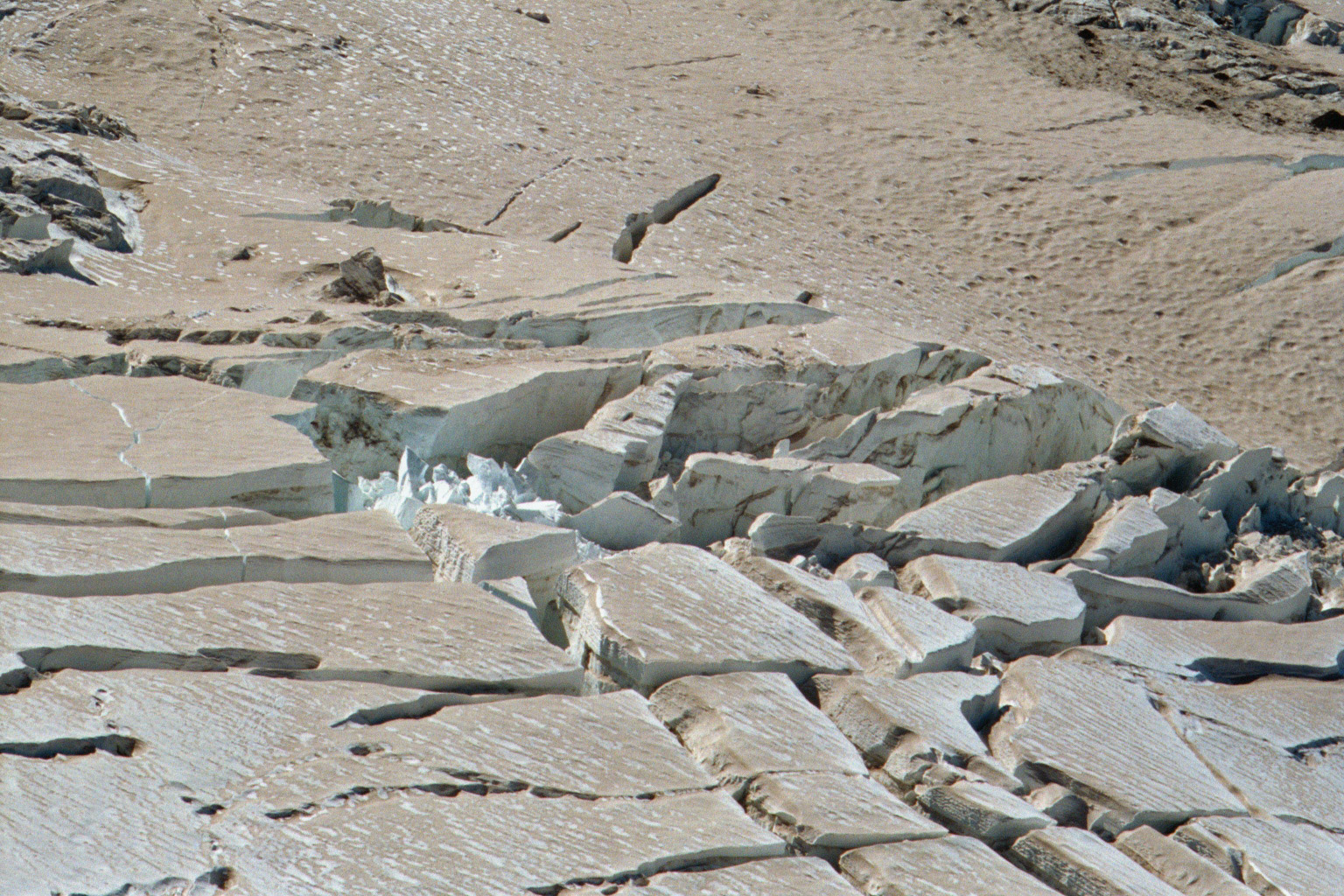
Denna bild från Winthropglaciären visar hur séracs bildas då glaciärer spricker upp

Sérac är benämningen på ett slags istorn som skapas när en glaciär spricker upp. När sprickorna (crevasserna) blir större, blir dessa séracs mer uttalade, och under vissa omständigheter kan de bli uppåt 20 meter höga.